# Warnow (rivier)

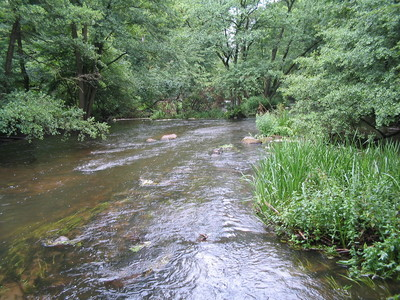
Doorbraakdal van de Warnow

De Warnow is een kleine rivier in Duitsland van 151 km. Zij loopt door Mecklenburg in de deelstaat Mecklenburg-Voor-Pommeren. Kort voor de monding wordt zij veel breder en wordt dan de Benedenwarnow (Unterwarnow) genoemd. Zij is hier voor grotere schepen bevaarbaar waardoor Rostock kon uitgroeien tot een havenplaats van enige betekenis. In het stadsdeel Warnemünde van Rostock mondt de rivier uit in een haf van de Oostzee.
De Warnow is in de bovenloop van toenemende toeristische betekenis. Zij wordt hier vooral bevaren door kano's en kajaks. Vooral op het gedeelte waar de rivier door de morenewal uit de laatste ijstijd doorbreekt bij Gross Raden is het landschap aantrekkelijk. Deze morenewal verheft zich maximaal 144 meter boven NAP. Daardoor heeft dit Durchbruchtal relatief grote hoogteverschillen. Een deel is als natuurreservaat aangewezen. Bovendien is bij Gross Raden een Slavenburcht gereconstrueerd op basis van archeologische gegevens.
Langs de Midden-Warnow is de bever uitgezet. In 2006 zijn inmiddels diverse beverburchten langs de Warnow aanwezig.
De Warnowtunnel loopt onder de Warnow door bij Rostock en is de eerste toltunnel in Duitsland. Hij is grotendeels gefinancierd uit private middelen en werd in september 2003 in gebruik genomen.
De herkomst van de naam Warnow zou het Slavische woord Varne zijn dat kraai of raaf betekent. Warnow betekent dan Kraaien- of Ravenrivier.
- Gemeinsame Normdatei: 4314163-8